# 아메리카 (밴드)
아메리카(America)는 미국의 록밴드로 1970년 당시 런던에 주둔중인 미공군 소속 군인의 자녀였던 듀이 번넬(Dewey Bunnell), 댄 픽(Dan Peek), 제리 벡클리(Gerry Beckley)가 영국에서 공연하기 시작하면서 결성되었다.
1970년대에 트리오는 탄탄한 보컬 하모니와 가벼운 어쿠스틱 포크록 사운드로 주목할 만한 인기를 끌게 된다. 아메리카는 줄지어 히트 앨범과 싱글을 내놓았고 대부분의 곡들이 팝/소프트록 스테이션을 통해 방송되었다.
멤버들이 고등학교를 졸업한 직후 밴드가 결성되었는데 곧이어 워너브라더스 레코드사와의 계약이 이루어졌다. 1971년 나온 데뷔 앨범 <America>에는 히트곡인 "A Horse with No Name"과 "I Need You"가 담겨있었고 1972년의 <Homecoming>에는 싱글 "Ventura Highway"가 있었다. 한편 1973년 발매된 앨범 <Hat Trick>은 차트에서 보통의 성적을 내면서 판매도 부진했고 싱글로 나온 "Muskrat Love"도 그저 그런 성공을 거두었다. 그러다 1974년 앨범 <Holiday>에서 "Tin Man"과 "Lonely People"이 히트했고 1975년 <Heart> 앨범은 싱글 1위곡인 "Sister Golden Hair"와 함께 "Daisy Jane" 싱글로 성공을 거두었다. 같은 해 히트 싱글 모음집인 <History: America's Greatest Hits>가 출시되어 미국과 호주에서 멀티플래티넘을 달성했다. 초기 멤버였던 댄 피크가 1977년 밴드를 떠났고 이후 이들의 상업적 성공은 내리막길을 가다가 1982년 싱글 "You Can Do Magic"으로 잠깐 반짝하며 1위에 오르기도 했다.
아메리카는 지속적으로 음반을 내며 투어를 하고 있다. 2007년 앨범 <Here & Now>는 아메리카에 영향을 받았다는 새 세대 뮤지션들과 협업으로 만들어졌다. 아메리카는 1973년 15회 그래미상 시상식에서 최우수 신인 아티스트상을 수상했고 최우수 팝 보컬 그룹 후보로 올랐었다. 2006년 아메리카는 보컬 그룹 명예의 전당에 헌정되었고 2012년에는 헐리웃 명예의 거리에 별이 수여되었다.

## 역사

### 초창기 성공가도 (1970-1973년)
멤버들의 아버지들이 런던 근처의 RAT 사우스 루이슬립 미공군 기지에 주둔하게 되면서 베클리와 번넬, 피크는 부쉬 홀의 런던 센츄럴 고등학교에 다니고 있었고 두 개의 밴드를 통해 활동하고 있었다.
피크는 1969년 대학 입합에 실패하면서 미국으로 갔다가 다음 해 다시 영국으로 돌아왔고 세 명은 음악을 만들기 시작했다. 빌려온 어쿠스틱 기타를 가지고 당시 활동하던 크로스비 스틸스 앤드 내쉬(Crosby, Stills & Nash) 같은 포크록 음악에 3부 화음으로 노래하는 스타일을 개발하기 시작했다.
밴드 이름을 아메리카라고 한 것은 자신들을 미국풍을 흉내내는 영국 뮤지션들로 착각할까봐였다고 한다. 런던의 초크 팜 지역의 라운드하우스를 비롯한 런던 근처에서 공연을 시작했고 이안 샘웰(Ian Samwell)과 제프 덱스터(Jeff Dexter)의 도움을 통해 영국의 키니 레코드사(Kinney Records)의 이안 랄피니(Ian Ralfini)와 1971년 3월 계약을 맺었고 영국 워너브라더스 레이블로 배정되었다.
첫 앨범 <America>는 1971년 런던의 트라이던트 스튜디오에서 녹음했는데 클리프 리처드의 1958년 히트곡인 "Move It"을 작곡한 것으로 유명한 이안 샘웰이 제작을 맡았다. 이안의 룸메이트였던 제프 덱스터는 앨범에 공동 제작으로 참여하면서 아메리카의 매니저가 된다. 덱스터는 아메리카의 첫 정식 공연을 주선하기도 했었는데 1970년 12월 20일 초크 팜의 라운드하우스에서 있었던 더 후(The Who), 엘튼 존(Elton John), 파토(Patto), 그리고 초크팜 구세군 밴드와 합창단이 출연한 크리스마스 자선공연의 오프닝을 맡았다. 삼인조는 비틀즈의 <Sgt. Pepper's Lonely Hearts Club Band>와 같은 식의 앨범을 만들고자 했으나 샘웰의 설득을 통해 자신들의 어쿠스틱 스타일을 더 부각시키는 쪽으로 결정했다.
데뷔 앨범 <America>는 1971년 발매되었는데 약간의 성공을 거두었는데 덱스터가 이들을 데리고 훈련한다며 머물렀던 네덜란드에서는 그래도 꽤 잘 팔렸다. 샘웰과 덱스터는 이후 삼인조를 모건 스튜디오로 데리고 가서 몇 개의 곡을 추가로 녹음했다. 그 중에 한 곡이 번넬이 만든 "Desert Song"이었는데 이 곡을 가지고 4일 후 해로게이트 페스티벌에서 첫 대중공연을 가졌고 관중들로부터 큰 호응을 얻었다. 몇 번의 공연과 TV 쇼를 거치면서 이 곡의 제목은 "A Horse with No Name"으로 바뀌었고 1972년 초 세계적 히트곡이 되었다. 백만장 이상이 팔렸고 같은 해 3월에 RIAA로부터 골드디스크를 수여했다. 아메리카의 데뷔 앨범은 히트곡을 추가하여 재발매되었고 단기간에 플래티넘 앨범이 되었다. 이 앨범에 담긴 베클리의 "I Need You"는 미국 차트 9위에 오르면서 두 번째로 성공한 싱글이 되었다.
첫 성공 이후 아메리카는 샘웰과 덱스터와 결별하고 미국 캘리포니아 로스엔젤레스로 이동하기로 결정한다. 두 번째 앨범은 미국으로의 이주에다 피크가 팔을 다치면서 미뤄졌다. 이들은 샘웰 대신 다른 제작자를 구하지 않기로 하고 자체적으로 앨범 제작에 착수했다. 그리고 어쿠스틱 스타일이 주를 이뤘던 이전 스타일에서 벗어나 드럼에 할 블레인(Hal Blaine)과 베이스에 조 오스본(Joe Osborn)의 도움을 받아 좀 더 록 음악 쪽을 추구했다. 또한 피크가 일렉트릭 기타를 좀 더 많은 곡에서 연주하게 되었고 데뷔 앨범에서 세션으로 드럼을 연주했던 데이브 앳우드(Dave Atwood)와 캡틴이라는 밴드에 있던 데이브 딕키(Dave Dickey)를 베이스로 영입하면서 어쿠스틱 삼인조에서 본격적 라이브 밴드로 확장되었다. 1973년 초에 앳우드는 딕키가 전에 속해있던 캡틴 밴드에서 윌리 리콕스(Willie Leacox)로 교체되었다.

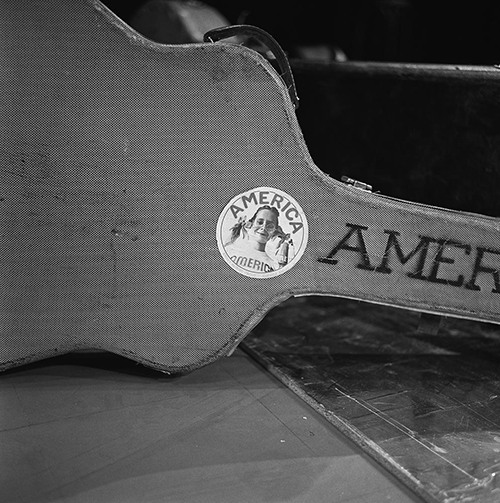
1972년 12월, 아브로의 톱팝(AVRO's TopPop) 출연시 밴드 멤버의 기타 케이스

아메리카의 두 번째 앨범 <Homecoming>은 1972년 11월에 발매되었고 같은 해 12월에 골드 디스크를 수여했으며 1975년 RIAA에서 백만장 이상이 팔렸음을 공식 집계했다. 번넬의 곡 "Ventura Highway"로 다시 톱 10에 진입했고 그 외에 싱글로 발매된 피크의 "Don't Cross the River"와  베클리의 "Only in Your Heart"은 약간의 성공만을 거두었다. 그리고 같은 해 아메리카는 그래미상에서 최우수 신인 아티스트상을 수여한다.
성공에 고무된 이들은 더욱 야심차게 다음 앨범을 준비한다. 세 번째 앨범인 <Hat Trick>은 로스 엔젤레스의 레코드 플랜드 스튜디오에서 수 개월간 녹음 끝에 1973년 10월에 발매되었다. 역시 자체 제작한 이 앨범에는 현악기와 하모니카, 탭 댄스 등이 들어갔고 타이틀곡은 8분이나 되었다. 드럼은 다시 한 번 블레인과 함께 했으나 베이스는 오스본에서 투어를 같이 했던 데이빗 딕키와 작업했다. 이 앨범은 <Homecoming>보다는 성공적이지 못했고 텍사스의 포크 싱어인 일리스 알란 램지(Willis Alan Ramsey)가 가사를 쓴 싱글 "Muskrat Love" 역시 미국에서 67위에 올랐을 뿐이었다. 한편 캡틴 앤드 텐닐(Captain & Tennille)이 이 노래를 리메이크하여 1976년 초에 톱 10에 들어가기도 했다.

### 조지 마틴 제작 시절 (1974-1979년)
<Hat Trick> 앨범이 상업적으로 부진함을 면치 못하면서 아메리카는 다음 앨범에는 외부 제작자를 초빙하기로 결정했는데 비틀즈의 제작자 조지 마틴(George Martin)과 비틀즈 사운드를 만들어 내는데 주요한 역할을 했던 녹음 엔지니어 제프 에머릭(Geoff Emerick)을 섭외할 수 있었다. 녹음은 런던에 있는 AIR 스튜디오에서 진행되었다.
이 결과물로 나온 앨범 <Holiday>는 1974년 6월에 발매되었는데 이때부터 아메리카는 의도적으로 앨범 타이틀을 "H"로 시작하는 단어들로 명명하게 된다. 조지 마틴은 어쿠스틱 사운드를 더 다듬으면서 현악기와 금관악기를 추가하여 스타일은 아메리카의 첫 세 앨범들과는 매우 다른 색채를 띄게 되었다.
1975년 초에 유럽 투어 중 딕키가 일정이 맞지 않아 칼빈 "퍼지" 사뮤엘스(Calvin "Fuzzy" Samuels)가 자리를 매꾸었다. 칼빈은 크로스비 스틸스 내쉬 앤드 영(Crosby, Stills, Nash & Young)과 마나사스(Manassas)에서 활동했었다.
아메리카는 <Holiday> 앨범에서 나온 싱글로 번넬이 오즈의 마법사를 기반으로 가사를 쓴 "Tin Man"을 통해 다시 톱 10에 진입했고 4위까지 도달했다. 그리고 결혼을 한 댄 피크와 캐더린이 함께 쓴 "Lonely People"이 그 뒤를 이어 1975년 초 댄 피크의 곡 중에서 유일하게 톱 10에 들었고 5위까지 올랐다.
조지 마틴은 아메리카의 다음 앨범인 <Hearts>에도 제작자로 참여했고 녹음은 캘리포니아 사우살리토에서 진행되어 1975년 3월에 발매되었다. 이 앨범에 담긴 벡클리의 곡 "Sister Golden Hair"는 두 번째 1위곡이 되었다. 이 곡은 조지 해리슨(George Harrison)의 "My Sweet Lord"에 영향을 받았다고 스스로 인정했던 도입부의 기타가 유명하며 솔직한 관계를 다룬 가사는 잭슨 브라운(Jackson Browne)에게서 영감을 얻었다고 했다. 이어진 싱글은 벡클리의 발라드곡 "Daisy Jane"이었는데 톱 20까지 단숨에 올랐고[4] 연말에 피크의 레게에 영향을 받은 곡 "Woman Tonight"이 세 번째 싱글로 나와 미국에서 44위까지 올랐다.
워너 브라더스가 1975년 12월 출시한 아메리카의 히트곡 모음집인 <History: America's Greatest Hits>는 플래티넘 앨범이 되었다. 제작을 담당했던 조지 마틴은 처음 세 개의 앨범에서 추린 곡들을 리믹싱해서 넣었다.
1976년 초 아메리카는 다시 조지 마틴이 제작을 맡은 여섯 번째 정규 앨범을 콜로라도의 네덜란드 근처의 카리부 랜치에서 녹음했는데 그 지역에 영감을 얻어 앨범 제목을 <Hideaway>라고 붙였다. 1976년 4월에 발매된 두 개의 싱글 "Today's the Day"와 "Amber Cascades"는 각각 빌보트 차트 23위와 75위에 그쳤는데 빌보드 어덜트 컨템포러리 차트에서는 각각 1위 17위까지 올랐다. "Jet Boy Blue"와 "Don't Let It Get You Down"과 같은 곡들은 FM 방송국에서 많이 틀었다.
조지 마틴의 더 복잡해진 편곡으로 인해 공연을 할 때 매 곡마다 악기를 종종 바꿔야 했는데 1976년의 투어 공연에서는 키보드와 색소폰에 짐 칼리(Jim Carlire), 퍼커션에 톰 월쉬(Tom Walsh)를 추가 영입하여 부족한 부분을 메꾸었다.
조지 마틴과 아메리카는 1976년 말 하와이 카우이섬의 해변 별장에서 일곱 번째 정규 앨범 녹음 작업을 시작했다. <Harbor>라는 제목의 앨범은 1977년 2월에 발매되었는데 역시 지속적인 판매 하강 추세를 이어갔다. 처음으로 플래티넘이나 골드에 다다르지 못했으며 세 개의 싱글도 차트에서 부진을 면치 못했다.
1977년 5월 댄 피크는 밴드를 떠난다. 기분전환용 마약을 수년 간 사용하다가 기독교 신앙을 되찾은 뒤 벡클리와 번넬과는 다른 음악의 길을 찾기 시작했기 때문이었고 결별은 서로간에 우호적인 가운데 이루어졌다.
피크는 팻 분(Pat Boone)의 램 앤드 라이온 레코드사와 계약을 체결하고 첫 솔로 앨범 <All Things Are Possible>을 1978년 발표했다. 크리스 크리스찬(Chris Christian)이 제작한 이 앨범이 성공하면서 피크는 크리스천 팝음악 장르의 개척자로 떠올랐다. 타이틀곡은 빌보드 팝 차트에 1979년 가을에 진입하여 78위까지 올랐다.
한편 벡클리와 번넬은 아메리카를 계속 유지하기로 결정하고 워너 브라더스와의 계약을 끝내고 처음으로 공연실황을 담은 앨범 <Live>를 1977년 10월에 출시했다. 로스 엔젤레스의 그릭 극장에서의 공연을 녹음한 것으로 엘머 번스타인(Elmer Bernstein)이 지휘하는 오케스트라와 함께 했었다. 이 녹음은 피크가 밴드를 떠난 지 얼마 안되어 이루어졌다. 이 실황 앨범은 팝 차트에서 그리 좋은 성적을 내지 못했는데 이들의 모든 전 앨범이, 부진했던 <Harbor> 조차도 탑 30위권에 들었었는데 <Live>는 겨우 탑 130위에 들었다.

### 캐피톨 시절 (1979-1985년)
2년 이상 새로운 곡을 내놓지 않고 있다가 1979년 3월 벡클리와 번넬은 마마스 앤 더 파파스(The Mamas & the Papas)의 "California Dreamin'"을 리메이크한 곡으로 새로운 스타일을 선보였다. 이 곡은 1979년 출시된 영화 "캘리포니아 드리밍"의 사운드트랙이었고 영화는 그리 성공적이지 못했으나 거의 무명의 배급사인 아메리칸 인터네셔널을 통해 발매된 이 싱글은 차트에서 56위에 올랐다.
댄 피크가 밴드를 떠난 뒤 나온 첫 정규 앨범 <Silent Letter>는 새로운 레이블인 캐피톨 레코드사를 통해 1979년 6월 발매되었다. 다시금 조지 마틴이 제작을 맡은 이 앨범은 서인도제도 몬트세라트 섬에서 라이브 밴드와  함께 녹음했다. 멤버는 데이빗 딕키, 일리 리콕스, 마이클 우즈, 짐 칼리, 톰 월쉬였다. 상업성을 염두에 두고 다른 이들이 쓴 곡들도 추가했는데 차트에서 110위 이상으로 올라가지 못했고 번넬은 이 앨범에 대해 조용한 음반, <Silent Record>라며 스스로 폄하하기도 했다. 1979년 후반에 클레어와 월쉬는 공연 라인업에서 빠졌고 1980년 세션 베이스 연주자인 브라이언 가라팔로(Bryan Garafalo)가 딕키를 대신하여 들어왔다가 다시 1981년 브래들리 팔머(Bradley Palmer)로 교체되었다.
아메리카는 1980년대에도 활동을 이어갔다. 다음 앨범인 <Alibi>는 1980년 8월에 나왔는데 벡클리와 번넬은 새로운 제작자 매튜 맥컬리(Matthew McCauley)와 프레드 몰린(Fred Mollin)와 함께 웨스트 코스트의 연주자들인 이글스(Eagles)의 티모시 B. 슈미트(Timothy B. Schmit), 리랜드 스클라(Leland Sklar), 스티브 루카서(Steve Lukather)등을 섭외하여 사운드를 향상시키고자 했다. 전형적인 조지 마틴의 사운드였던 현악기와 금관악기들을 최대한 멀리 하고 좀 더 팝-록 스타일을 추구했지만 이 앨범은 미국에서 성공적인 싱글을 내지 못한 연속 세 번째의 정규앨범이 되었다. 다만 벡클리의 곡 "Survival"은 이탈리아에서 1위에 올랐다. 앨범은 최고 142위까지밖에 도달하지 못했다. 하지만 그럼에도 이 앨범에 담긴 번넬의 "Might Be Your Love", "Hangover"나 벡클리의 "Survival" 같은 곡들은 아메리카에 있어 음악적으로 성장하고 있음을 보여주었다.
1982년 7월에 나온 다음 앨범인 <View from the Ground>를 통해 아메리카는 다시금 상업적 성공 가도에 오른다. <Two Car Garage>란 가제를 달고 작업했던 이 앨범은 두 오리지널 멤버들이 직접 제작한 곡들도 다수 포함되었다. 바로 전 앨범인 <Alibi>(1980년)에서와 마찬가지로 수준급 뮤지션들을 초청하여 함께 작업했는데 그 중에는 비치 보이스(Beach Boys)의 칼 윌슨(Carl Wilson), 토토(Toto)의 제프 포카로(Jeff Porcaro), 크리스토퍼 크로스(Christopher Cross), 딘 팍스(Dean Parks) 등이 있었다. 특히 밴드 알전트(Argent)의 전 멤버였던 기타리스트 러스 발라드(Russ Ballard)가 큰 역할을 했는데 "You Can Do Magic"이라는 곡에서 제작과 모든 악기, 그리고 대부분의 백보컬을 맡았다. 이 곡은 팝 차트에서 빠른 오름세를 보였고 1982년 10월에 빌보드 팝 싱글 차트 8위까지 올라 7년만에 큰 성공을 맛보게 해주었다. 뒤이은 싱글 "Right Before Your Eyes"는 무성영화배우들에게 바치는 곡으로 후렴구에서 반복되는 "루돌프 발렌티노"라는 이름이 청취자들의 기억에 남는 곡이었다. 이 곡을 쓴 이는 이안 토마스(Ian Thomas)로 코메디언으로 영화 <스트레인지 브루>에 나왔던 데이브 토마스(Dave Thomas)의 형제이고 제작은 바비 콜롬비(Bobby Colomby)가 맡았는데 1983년 초에 아깝게 탑 40위에 들지 못하는 성적을 냈다. <View from the Ground> 앨범은 골드 수준에는 달하지 못했지만 그래도 앨범 차트 41위에 오르며 지난 몇 개의 앨범보다 훨씬 나은 판매고를 보였다.
발라드와 함께 한 곡이 성공하면서 벡클리와 번넬은 그에게 다음 앨범 <Your Move> 전체 제작을 맡기기로 했다. 결국에 가서 발라드는 제작 뿐 아니라 대부분의 곡을 쓰고 대부분의 악기들을 연주했다. 벡클리와 번넬도 기여를 하기는 했지만 앨범 대부분의 곡들에서 발라드가 다 만들어 놓은 음악 위에 노래 만을 불렀다. "The Border"라는 곡의 경우 번넬은 발라드의 가사를 새로 썼고 히트곡이 되었다. 로얄 필하모닉 오케스트라와 라파엘 레이븐스크로프트(Raphael Ravenscroft)가 색소폰으로 참여한 이 싱글은 1983년 8월 차트에서 33위까지 올라갔고 어덜트 컨템포러리 차트에서는 더욱 선전하여 4위까지 도달했다. 또한 독일 탑 40 차트에서 24위에 오르기도 했다. 한편 두 번째 싱글인 발라드의 곡 "Cast the Spirit"은 차트 진입에 실패했다. 앨범은 1983년 6월에 발매되어 81위까지 오르면서 어느 정도 성공을 거두었으나 이전 앨범들에 비하면 실망스런 결과였다.
아메리카의 곡들은 이 시기에 여러 사운드트랙에 삽입되었다. 또 벡클리와 번넬은 1982년 지미 웹(Jimmy Webb)이 영화 <라스트 유니콘>을 위해 만든 곡 몇 개에 노래를 담당하기도 했다. 이 사운드트랙은 독일에서 인기있었기에 그곳에서 공연을 할 경우 사운드트랙의 타이틀곡을 부르기도 했다. 또 1984년 스티브 마틴(Steve Martin)의 코메디 영화 <외로운 사내>에 들어간 "Love Comes Without Warning"을 만들기도 했다.
댄 피크는 수년 간 잠잠하다가 1984년 5월 두 번째 솔로 앨범이자 기독교 음악인 <Doer of the Word>를 홈 스위트 홈 레코드사를 통해 발매했다. 첫 앨범에 이어 크리스 크리스찬이 제작을 맡았고 타이틀 곡에서는 벡클리가 백보컬로 참여하기도 했다. 피크는 이후 몇 년간 두 개의 솔로 앨범 <Electro Voice>(1986년)와 <Crossover>(1987년)를 냈다.
한편 아메리카는 12번째 정규 앨범으로 1984년 9월에 나온 <Perspective>에서는 이전과는 다른 스타일을 시도했다. 발라드는 내보내고 신세사이저와 드럼 머신이 등장했다. 리치 지토(Richie Zito), 매튜 맥컬리(Matthew McCauley), 리차드 제임스 버게스(Richard James Burgess)등 여러 제작자들이 참여하여 이전 아메리카의 음악과는 아주 다르게 1980년대에 대대적으로 유행했던 일렉트로닉 팝 스타일로 만들었다. 작곡가를 고용하여 만든 첫 싱글 "Special Girl"은 차트 진입에 실패했고 두 번째 싱글은 번넬이 저니(Journey)의 스티브 페리(Steve Perry), 로버트 하이머(Robert Haimer), 빌 머미(Bill Mumy)와 함께 쓴 "Can't Fall Asleep to a Lullaby"였다. 두 곡 모두 라디오에서는 많이 틀어주지 않았고 어덜트 컨템포러리 차트에서는 약간의 성공만을 거두었다. 앨범은 1984년 10월에 최고 185위까지 올라 3주 머물렀다.
주류 음악계에서 상업적 성공의 시대가 저물면서 벡클리와 번넬은 캐피톨과의 계약을 종료했고 1985년 6월 1일 캘리포니아의 산타 바바라에 있는 알링톤 극장에서의 공연을 녹음한 <In Concert>를 같은 해 7월에 발매했으나 아메리카 앨범 중 처음으로 아예 차트에도 진입하지 못했다.

### 기초로 돌아가기 (1985-1998년)
벡클리와 번넬은 1980년대 나머지 절반은 공연에 집중하여 전세계적으로 100회 이상의 연주를 벌였다. 투어에서는 아직까지 아메리카의 표가 잘 나갔으나 캐피톨 레이블과 계약 종료 이후 수년 동안 음반 계약을 딸 수 없었다.
1990년대 초 컴팩트 디스크가 개발되면서 많은 옛 팝 앨범들이 재발매되기 시작했고 아메리카도 이에 힘입어 판매량이 늘어났다. 1991년 아메리카는 리노 레코드에서 발매한 히트곡 모음집<Encore: More Greatest Hits>에 새로운 곡 네 개를 만들어 삽입했다.
아메리카의 이러한 재기를 눈여겨 본 아메리칸 그라마폰 레코드사의 칩 데이비스(Chip Davis)는 밴드와 계약을 맺었고 1994년 5월 10년 만에 정규 앨범 <Hourglass>를 발매했다. 벡클리와 번넬이 행크 린더맨(Hank Linderman)과 스티브 리바인(Steve Levine)의 도움을 받아 대부분의 제작을 맡았던 이 앨범에는 여러 스타일의 곡들이 담겼다. 이 앨범은 대부분 호평을 받기는 했으나 상업적으로는 실패했다.
1995년 벡클리는 처음으로 솔로 앨범을 냈다. <Van Go Gan>이라는 제목의 이 앨범에서 그는 여러 스타일과 사운드를 시도했다. 코메디안 필 하트만(Phil Hartman)은 그래픽 아티스트로도 활동하면서 아메리카 앨범 커버 몇 개를 디자인하기도 했는데 "Playing God"이라는 곡에서 TV 전도사의 목소리로 참여하기도 했다. 이 앨범은 1995년 일본에서 그 해의 톱 10 CD라는 명칭을 받기는 했지만 이듬해까지 일본 외에서는 발매되지 않았다.
1995년에 킹 비스켓 플라워 아워 레코드사는 1982년 라디오쇼에의 아메리카 공연을 담은 앨범 <In Concert>를 발매했는데 (1985년에 나온 동명 앨범과는 다른) 레코드사는 어느 정도 성공을 거두었지만 차트에는 진입하지 못했다.
여기에 힘입어 킹 비스켓의 자회사인 옥시젼 레코드사와 음반 계약이 성사되었다. 새 앨범에는 스틸리 댄(Steely Dan)의 제작자인 게리 캐츠(Gary Katz)가 참여한다는 소문이 있기도 했었다. 1998년 9월에 발매된 <Human Nature> 앨범의 제목은 벡클릭의 홈스튜디오 이름에서 따왔고 얼마간의 성공을 거두었다. 첫 싱글인 벡클리의 곡 "From a Moving Train"은 어쿠스틱 스타일로 어덜트 컨템포러리 쪽에서 꽤 틀어주었고 스페인의 팝 차트에서 매우 큰 인기를 누렸다. 두 번째 싱글 "Wednesday Morning"은 첫 싱글보다 부진했고 앨범 판매에서도 실패하면서 옥시젼 레코드사와의 계약이 끝나고 아메리카는 또 다시 무계약 상태가 되었다.

### 새천년 (1999-2006년)
이후 수 년간은 여러 가지 사이드 프로젝트와 옛 앨범들의 CD 재발매, 및 모음집등이 나왔다. 2000년 7월에 리노 음반사에서 이들의 음악 활동 전반에 걸친 곡들을 모아 리마스터링하고 그 외 다른 믹싱들 및 데모곡들이 포함된 3-CD 박스 세트인 <Highway: 30 Years of America>가 출시되었다.
1년 후인 2001년 8월, 리노에서는 빌보드 차트에 올랐던 17개의 곡을 추려 한 개의 CD로 만든 <The Complete Greatest Hits>를 발매했다. 여기에는 새로 만든 곡 "World of Light"과 "Paradise" 두 곡이 추가되었고 빌보드 앨범 차트 152위에 오르면서 1984년 <Perspective>이후 처음으로 다시 차트에 진입하게 되었다.
솔로 활동에 있어서는 2000년 2월 벡클리가 <Van Go Gan>을 리믹스한 앨범 <Go Man Go>를 발매했고 <Van Go Gan> 앨범도 결국 7월 미국에서 보너스 곡들을 포함하여 발매되었다. 벡클리의 또 다른 프로젝트로 벡클리-램-윌슨이라는 이름으로 로버트 램(Robert Lamm)과 칼 윌슨(Carl Wilson)과 작업한 <Like A Brother>가 6월에 나왔다. 한편 댄 피크는 1999년 새로운 웹사이트와 함께 다시 등장하였고 수 년만에 솔로 앨범 <Bodden Town>을 발매했다.
당시 옛 곡들을 재사용하여 히트시키는 유행의 일환으로 자넷 잭슨(Janet Jackson)이 2001년 싱글 "Someone to Call My Lover"에 "Ventura Highway"를 샘플링하여 사용했다.
2002년 10월, 아메리카는 첫 번째 크리스마스 앨범인 <Holiday Harmony>를 발매했다. 앤드류 골드(Andrew Gold)가 제작한 이 앨범은 미국의 스탠다드 곡들을 크리스마스 캐롤과 조화시킨 상상력에 대해 호평을 받았고 새로운 곡 세 개가 추가되었는데 "Ventura Highway"에 헌정하는 곡으로 번넬이 쓰고 벡클리가 노래를 한 "Christmas in California" 등이 있다. 한 달 후 아메리카는 라이브 앨범 <The Grand Cayman Concert>를 발매했는데 4월에 케이맨 제도에서 벡클리와 번넬이 둘이서 어쿠스틱 기타만을 가지고 했던 공연 실황이었다. 팬들에게 익숙한 곡들과 함께 전에 라이브로 한 번도 한 적이 없던 "Wind Wave"와 "Pigeon Song" 등이 담겼다. 두 앨범 모두 차트에 진입하는데는 실패했다.
이후부터 아메리카는 녹음 작업을 그만두고 수익성이 좋은 투어에 집중하게 된다.
음반사들이 가끔 DVD 출시를 제안하기도 했는데 1979년 센츄럴 파크에서의 공연이나 2004년 시드니 오페라 하우스에서의 공연, 2005년 벤츄라 콘서트 극장에서 셀돈 오스몬드(Sheldon Osmond)가 감독하고 스테판 비숍(Stephen Bishop)과 앤드류 골드(Andrew Gold)와 함께 했던 공연 등이었다. 2005년 아메리카는 PBS(미국공영방송) 콘서트 시리즈인 사운드스테이지에서 오랜 친구였던 크리스토퍼 크로스와 함께 사진사인 헨리 딜츠(Henry Diltz)가 벤조를 연주하며 게스트로 출연하기도 했다.
2006년 4월, 몇 차례의 솔로 콘서트를 진행했던 벡클리가 세 번째 솔로 앨범 <Horizontal Fall>을 냈는데 평론가들이나 소비자들이 거의 관심을 보이지 않았다. 2011년에 다시 낸 솔로 앨범 <Unfortunate Casino>도 비슷한 운명을 맞았다.

### 최근 활동 (2006년-현재)

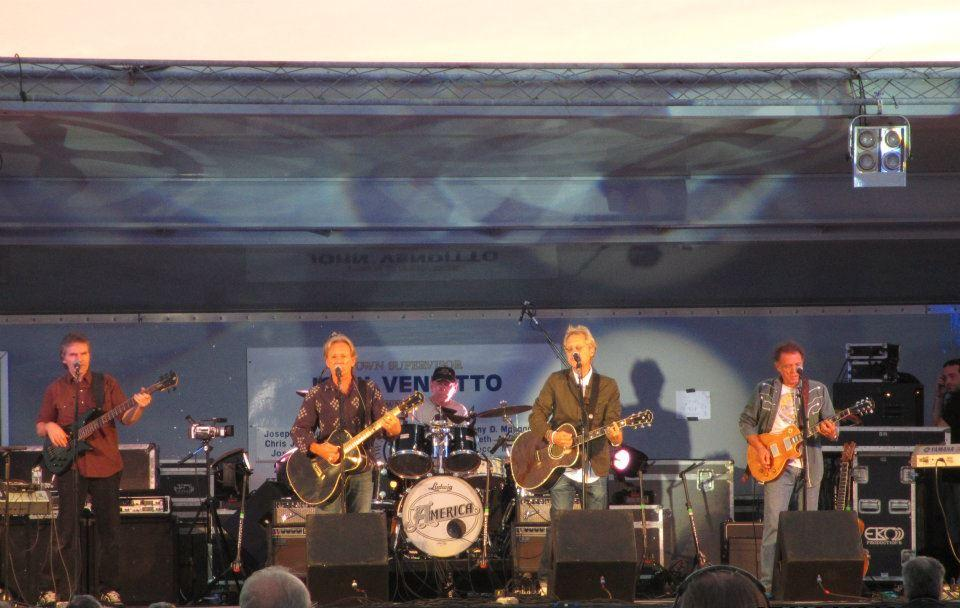
아메리카가 2012년 뉴욕 매서피쿼에서 공연하고 있다.

2000년대의 후반부가 시작될 즈음 아메리카는 추억에 젖고자 하는 팬들을 위한 공연들에서 인기를 누리며 매우 활발한 활동을 펼치고 있었다. 소규모 레이블들을 통해 간간이 새로운 곡들을 발매하기는 했지만 상업음악계와 대중들에게 거의 무시당하는 수준이었다.
하지만 갑작스런 운명적 만남이 아메리카에게 행운을 불러왔다. 2005년 즈음 벡클리는 인디 록밴드인 파운틴스 오브 웨인(Fountains of Wayne)의 아담 슐레진저(Adam Schlesinger)와 연락을 주고받기 시작했다. 벡클리는 파운틴스 오브 웨인의 2003년 앨범 <Welcome Interstate Managers>의 팬이었고 또 알고 보니 슐레진저는 아메리카의 팬이었다. 서로 곡을 주고받다가 몇 개의 곡을 함께 녹음하기까지 이르렀다. 이 곡들은 소니 BGM에서 새로이 출범한 버건디 레코드 레이블의 주목을 받게 되었는데 곡도 훌륭할 뿐 아니라 아메리카가 인디 아티스트와 함께 한다는 것이 이슈가 될 수 있을 듯했다. 레이블은 슐레진저와 그의 음악 파트너이자 스매싱 펌킨(The Smashing Pumpkin)의 전 멤버였던 제임스 이하(James Iha)를 아메리카와 함께 새 앨범 녹음을 하는 조건으로 계약을 체결했다. 이렇게 하여 2007년에 나온 앨범 <Here & Now>는 1984년 <Perspective>  이후 처음으로 아메리카가 주요 레이블을 통해 발매한 정규 앨범이었다.
뉴욕시의 스트라토스페어 사운드에서 녹음 작업이 7월까지 진행되었고 라이언 아담스(Ryan Adams), 벤 크웰러(Ben Kweller), 스테판 비숍(Stephen Bishop), 러스티 영(Rusty Young)을 비롯하여 나다 서프(Nada Surf)와 마이 모닝 자켓(My Morning Jacket) 밴드의 멤버들과 같은 유명 게스트들이 작업에 함께 했다.
젊은 층과 장년 층을 모두 겨냥하면서 음반사는 새 앨범을 두 장으로 만들어 한 CD에는 새로운 곡을 담고 다른 한 장에는 <History: America's Greatest Hits>의 곡들 모두의 공연 실황을 담았다. 이 실황은 XM Radio의 "Then Again...Live" 시리즈의 하나로 아메리카와 오래 활동했던 드러머 윌리 리콕스와 기타리스트 마이클 우즈, 베이시스트 리차드 캠벨과 함께 연주했던 것이다. 앨범의 발매일인 2007년 1월 16일이 다가오면서 아메리카는 대중의 관심을 받게 되었는데 1980년대 초반 이후부터 없던 일이었다. 앨범은 평론가들의 호평을 받았고 빌보드 차드 53위까지 올랐다.

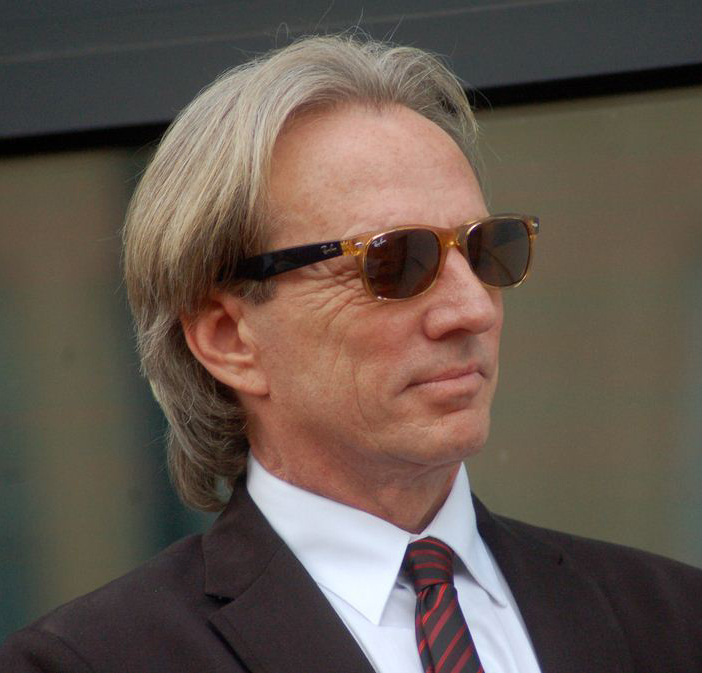
2012년 2월 듀이 번넬이 헐리웃 명예의 거리에서 아메리카에게 별을 수여하는 행사에 참가하고 있다.

새로운 세대의 뮤지션들이 아메리카 음악의 팬임을 자처하며 나서면서 음악산업계에서도 이들에 대한 관심이 커지기 시작했다. 그러면서 2006년 아메리카는 보컬 그룹 명예의 전당에 헌정되었고 2012년 2월 6일에는 헐리웃 명예의 거리에서 별을 받기까지 이른다. 그리고 2009년 말경부터 아메리카는 매년 100개 이상의 공연을 소화해 왔다. <Here & Now>의 후속 앨범인 <Back Pages>는 밥 딜런(Bob Dylan)으로부터 조니 미첼(Joni Mitchell), 아담 슐레진저(Adam Schlesinger), 진 블라섬스(Jin Blossoms) 같은 다른 아티스트들의 곡 12개를 리메이크 해서 담았다.  E1 뮤직 레이블을 해 발매된 이 앨범의 제작자는 아메리카와 31년 전 <Alibi> 앨범을 함께 작업했던  프레드 몰린(Fred Mollin)이었다. 테네시 내쉬빌에서 녹음하였고 당시 다수의 스튜디오 뮤지션들의 도움을 받았다. 이 앨범은 창단 멤버였던 댄 피크가 2011년 7월 24일 갑작스레 사망하면서 잠시 대중의 관심에서 멀어지기도 했었다.
1977년 가을부터 투어를 함께 해왔던 리드 기타리스트이자 백보컬인 마이클 우즈가 2014년 2월 건강상의 이유로 밴드로부터 은퇴한다고 발표했다. 그를 대신하여 내쉬빌의 뮤지션인 빌 워렐(Bill Worrell)이 영입되었다.
비치 보이스(Beach Boys)와 브라이언 윌슨(Brian Wilson)의 보컬과 기타로 오랫동안 활동했던 제프 포스켓(Jeff Foskett)이 2014년 3월에 있었던 몇몇 공연에서 벡클리 대신 나나왔고 또 거의 42년간 드러머로 같이 했던 윌리 리콕스는 2014년 7월에 밴드에서 은퇴하고 릴 빅 피쉬(Reel Big Fish)의 드러머였던 리랜드 스틴(Ryland Steen)이 영입되었다.
2014년 11월 커네티컷 공영방송을 위해 커네티컷 하트포드에 있는 인피니티 홀에서의 공연을 가졌는데 2015년 6월 전국에 방영되었고 이후 온라인에서 볼 수 있게 했다.
2015년 늦여름 기타리스트이자 키보드 연주자로 코브라 스타쉽이란 밴드에 있던 앤디 바가 손목을 다친 워렐을 대신하여 들어왔다. 손목이 다 치유된 워렐은 밴드로 돌아왔다가 2016년 10월 솔로 활동을 위해 탈퇴했다. 이후 바가 아메리카 밴드의 정식 멤버로 활동하다가 역시 솔로를 위해 나가고 대신 2018년 스티브 페케트가 영입되었다.
오랫동안 아메리카의 베이스 연주자였던 데이빗 딕키는 2016년 12월 3일 텍사스 스윗워터에 있는 자택에서 사망했다.

## 댄 피크
댄 피크가 1977년 5월에 아메리카를 떠난 이후부터 2011년 7월 사망하기까지 그가 다시 합류할 지에 대한 소문은 끊이지 않았다. 피크의 1978년 솔로 앨범 <All Things Are Possible>에서 벡클리와 번넬은 "Love Was Just Another Word"라는 곡의 백보컬로 참여했었다. 피크와 번넬에 따르면 1983년 6월 피크가 로스 엔젤레스의 그릭 극장에서의 공연에서 피크가 함께 몇 곡을 불렀다고 한다. 1984년 두 번째 솔로 앨범 <Doer of the Word>에서 벡클리는 타이틀곡에서 역시 하모니 파트로 도왔다. 1999년 11월, 1980년대 초에 벡클리, 번넬, 피크가 함께 작업한 미발표 곡들이 2000년대 초에 CD로 발매된다는 소문이 돌았지만 현재까지 그런 소식은 없다.
세 명이 다시 합친다는 소문은 피크가 밴드를 떠난 지 얼마 되지 않아서부터 시작되었다. 1980년대 재결합에 대한 질문에 벡클리와 번넬은 피크가 새로운 삶과 새로운 방향을 찾은 것에 대해서는 기뻐하지만 재결합 가능성은 거의 없다고 답했다. 1982년 라디오 진행자 류 어윈과 대화하면서 벡클리는 "댄이 말했듯이 모든 것이 가능하기는 하나 현재 재결합 카드는 테이블에 올라와 있지 않다"고 말했다. 하지만 그로부터 몇 년 지나지 않아 피크는 그러한 생각을 공공연히 밝히기 시작했다. 1985년 스티브 오키드와의 인터뷰에서 피크는 "그들이 말하듯, 또 내가 말하듯 모든 것은 가능하다. 그들과 다시 합쳐서 뭔가를 할 수 있다면 정말 좋을 것이다. 그런 행운이 있기를 빌고 있다"라고 했다.
벡클리와 번넬은 세월이 흐르면서 점점 더 피크와의 재결합 가능성을 인정하지 않는 쪽으로 마음이 굳어져 갔고 사실 결과적으로 비생산적일 수 있었지만 음반사들은 이들의 마음을 바꾸려 노력했다. 번넬은 1998년 스티브 오키드와의 대화에서 "만약 댄을 데려오거나 다시 셋이 합친다면 음반을 내주겠다는 레이블들이 몇몇 있었다"고 했다. 하지만 벡클리와 번넬은 듀오로서 활동하기로 한 결정을 고수했다.
2000년 댄 피크는 자신의 웹사이트에 매주 아메리카에 합류하기 전과 활동하던 중의 에피소드들을 올리기 시작했다. 자신의 마약 경험과 종교, 그리고 벡클리와 번넬에 대한 숨김없는 내용들로 약간의 논란을 일으켰다. 피크는 이 내용들을 담아서 <An American Band>라는 책을 2004년 말에 출간했다.
피크와의 재결합이 실제로 이루어졌다는 잘못된 정보를 흘린 곳들도 있었다. 1990년대 중반 쯤에 출간된 롤링스톤의 록뮤직 디스코그래피 북에는 1993년 비치보이스와의 투어에서 댄 피크가 벡클리, 번넬과 재결합하였다는 불분명한 출처의 내용이 들어있었다. 이 오보는 아주 널리 퍼졌는데 호주의 록 저널리스트이자 역사가인 글렌  A. 베이커는 이것이 사실이라 믿고 벡클리와 번넬에게 이에 관한 질문을 하기도 했다. 이 내용은 시드니 오페라 하우스 공연 DVD에 담겨 있다.
피크가 아메리카와 재결합할 것이라는 소문은 지속되다가 결국 피크가 미조리주 파밍턴에 있는 자택에서 2011년 7월 24일 60세로 사망하면서 멈추게 되었다.

## 밴드 멤버
현재 멤버
- 제리 벡클리(Gerry Beckley) – 리드/백 보컬, 키보드, 기타, 베이스, 하모니카 (1970년–현재)
- 듀이 번넬(Dewey Bunnell) – 리드/백 보컬, 기타, 퍼커션 (1970년–현재)

이전 멤버
- 댄 피크(Dan Peek) – 리드/백 보컬, 기타, 베이스, 키보드, 하모니카 (1970–1977년; 2011년 사망)

현재 투어 멤버
- 리차드 캠벨(Richard Campbell – 베이스, 보컬 (2003년–현재)
- 리랜드 스틴(Ryland Steen) – 드럼, 퍼커션 (2014년–현재)
- 스티브 페케트(Steve Fekete) - 기타, 키보드, 백보컬 (2018년–현재)

이전 투어 멤버
- 데이비드 딕키(David Dickey) – 베이스, 백보컬 (1972–1980년; 2016년 사망)
- 데이비드 앳우드(David Atwood) – 드럼, 퍼커션 (1972–1973년)
- 윌리 리콕스(Willie Leacox) – 드럼, 퍼커션 (1973–2014년)
- 캘빈 "퍼지" 사뮤엘스(Calvin "Fuzzy" Samuels) – 베이스 (1975년; 딕키와 교체)
- 짐 칼리(Jim Calire) – 키보드, 색소폰, (1976–1979년)
- 톰 월쉬(Tom Walsh) – 퍼커션 (1976–1979년)
- 마이클 우즈(Michael Woods) – 기타, 키보드, 보컬 (1977–2014년)
- 브라이언 가로팔로(Bryan Garofalo) – 베이스 (1980–1981년)
- 브래들리 팔머(Bradley Palmer) – 베이스, 보컬 (1981–2003년)
- 트렌트 스트로(Trent Stroh) – 베이스, 백보컬 (2003년)
- 샤스 프리츠텔(Chas Frichtell) – 베이스, 백보컬 (2003년)
- 빌 워렐(Bill Worrell) – 기타, 벤조, 키보드, 백보컬 (2009-sub for Woods, 2014–2016년)
- 앤디 바(Andy Barr) – 기타, 벤조, 키보드, 백보컬 (2016–2018년)

## 음반
| - America (1971년) - Homecoming (1972년) - Hat Trick (1973년) - Holiday (1974년) - Hearts (1975년) - History: America's Greatest Hits (1975년), 모음집 - Hideaway (1976년) - Harbor (1977년) - America Live (1977년), 라이브 - Silent Letter (1979년) - Alibi (1980년) - View from the Ground (1982년) - Your Move (1983년) - Perspective (1984년) - In Concert (1985년), 라이브 - Encore: More Greatest Hits (1991년), 모음집 - Hourglass (1994년) | - In Concert (1995년), 라이브 - Horse with No Name (1995년), 라이브 - Human Nature (1998년) - Highway (2000년), compilation - The Complete Greatest Hits (2001년), 모음집 - Holiday Harmony (2002년) - The Grand Cayman Concert (2002년), 라이브 - America & Friends Live at the Ventura Theatre (2006년), 라이브 - Here & Now (2007년) - Live in Concert: Wildwood Springs (2008년), 라이브 - Hits: 40th Anniversary Edition (2011년) - Back Pages (2011년) - Lost & Found (2015년) - The Warner Years 1971–1977 (2015년), 8-CD 박스 세트 - Archives, Vol. 1 (2015년) - An Introduction To : America (2017년), 모음집 - The Capitol Years 1979-1985 (2019년), 6-CD 박스 세트 |